# Kortsprietrouwvlieg
De Kortsprietrouwvlieg (Bibio nigriventris) is een muggensoort uit de familie van de zwarte vliegen (Bibionidae). De wetenschappelijke naam van de soort werd in 1833 gepubliceerd door Alexander Henry Haliday.